# Le Pondy
Le Pondy é uma comuna francesa na região administrativa do Centro, no departamento Cher. Estende-se por uma área de 6,53 km². Em 2010 a comuna tinha 149 habitantes (densidade: 22,8 hab./km²).